# لونگارونه
لونگارونه (به ایتالیایی: Longarone) یک کومونه در ایتالیا است که در استان بلونو واقع شده‌است.

## خصوصیات
لونگارونه ۱۰۳ کیلومترمربع مساحت و ۴٬۰۷۳ نفر جمعیت دارد و ۴۷۳ متر بالاتر از سطح دریا واقع شده‌است.

## خواهرخوانده
شهرهای باگنی دی لوکا و Urussanga خواهرخوانده‌های لونگارونه هستند.